# C/1983 H1 (IRAS-Araki-Alcock)
C/1983 H1 (IRAS-Araki-Alcock) ist ein Komet, der im Jahr 1983 mit dem bloßen Auge beobachtet werden konnte. Er kam der Erde näher als alle anderen Kometen in den 200 Jahren zuvor.

## Entdeckung und Beobachtung
Bei diesem Kometen gab es ein großes Kuddelmuddel im Zusammenhang mit seiner Entdeckung. Vom Anfang 1983 gestarteten Infrared Astronomical Satellite (IRAS) wurde erwartet, dass er die Entdeckung von Asteroiden erleichtern würde, daher wurde an der University of Leicester eine Forschungsstelle eingerichtet, um die Bilder von IRAS mit spezieller Software entsprechend schnell auswerten zu können. Am 26. April 1983 untersuchten J. Davies, S. F. Green und B. Stewart Bilder, die am Vortag von IRAS aufgenommen worden waren. Dabei entdeckten sie ein Objekt, das sie für einen sich schnell bewegenden Asteroiden hielten. Sie informierten andere Observatorien und baten um Überprüfung ihrer Beobachtung, versäumten aber, ihre Entdeckung an das Central Bureau for Astronomical Telegrams (CBAT) zu melden. Ein Astronom am Observatorium Kvistaberg in Schweden konnte bereits am 27. April ihre Entdeckung bestätigen, seine Aufnahmen zeigten dabei auch deutlich, dass es sich um einen Kometen handelte.
Das CBAT hatte zwischenzeitlich bereits aus anderen Quellen von der Entdeckung erfahren. Ein Astronom vom Observatorium Uppsala in Schweden hatte eine unklare Botschaft auf dem Anrufbeantworter des CBAT hinterlassen und J. B. Gibson vom Palomar-Observatorium in Kalifornien hatte Aufnahmen von der Himmelsregion gemacht, die aber noch nicht entwickelt waren.
G. Alcock, ein Amateurastronom aus England, hatte zuvor bereits vier Kometen und vier Novae entdeckt. Am 3. Mai 1983 wollte er wieder seine Routinesuche nach Novae durchführen, er beobachtete den Himmel mit einem Fernglas durch ein geschlossenes Fenster seines Hauses in Peterborough und entdeckte dabei im Sternbild Drache ein diffuses Objekt. Er informierte mehrere britische Amateurastronomen, von denen einer über eine Mittelsperson das CBAT benachrichtigte. Ein anderer konnte derweil Alcock darüber berichten, dass er ebenfalls den Kometen beobachten konnte und schätzte seine Helligkeit auf 6,2 mag.
Beim CBAT gab es jetzt Meldungen über zwei Kometenentdeckungen: Die von Alcock im Sternbild Drache und die von IRAS, von der aber keine Position übermittelt war. Brian Marsden vermutete, dass es sich um denselben Kometen handelte und versuchte nähere Informationen von Gibson zu erhalten. Der hatte inzwischen seine Aufnahmen entwickelt und konnte bestätigen, dass darauf ein Komet zu sehen war. Während Marsden versuchte, Davies zu erreichen, um von ihm die originalen IRAS-Aufnahmen zu erhalten, ging noch eine weitere Meldung vom Tokyo Astronomical Observatory ein, die berichtete, dass G. Araki in Yuzawa, Niigata den Kometen ebenfalls am 3. Mai knapp 8 Stunden vor Alcock bei einer Helligkeit von 7 mag entdeckt hatte.
Im Nachhinein wurde der Komet noch auf Fotografien nachgewiesen, die bereits am 20. April in Japan und sogar am 17. April bei einer Helligkeit von 12 mag an der Sternwarte Sonneberg gemacht worden waren. Zum Zeitpunkt seiner Beobachtung durch IRAS befand sich der Komet noch etwa 1,1 AE von der Sonne und 0,39 AE von der Erde entfernt.
In den folgenden Tagen wurde der Komet vielfach beobachtet, seine Helligkeit stieg rasch an und ebenso wuchs die Größe seiner Koma, da er sich Sonne und Erde weiter näherte. Am 6. Mai war der Komet bereits heller als 6 mag und er konnte erstmals mit bloßem Auge gesehen werden. Am 8. Mai erreichte die Helligkeit bereits knapp 4 mag und es konnte mit dem Fernglas ein Schweif beobachtet werden.
Am 10. Mai erreichte der Komet seine nördlichste Position am Himmel, er war bereits heller als 3 mag und hatte einen Schweif von 1° Länge. Am folgenden Tag erreichte der Komet seine größte Nähe zur Erde und bewegte sich daher schnell über den Himmel, über 44° an einem Tag. Seine Helligkeit erreichte am 12. Mai fast 2 mag und seine Koma hatte einen Durchmesser von nahezu 3°, ebenso lang war der Schweif.
Am 13. Mai sank die Helligkeit bereits wieder ab und es gab weniger Beobachtungen mit bloßem Auge. Die letzte erfolgte am 18. Mai in Australien, als die Helligkeit des Kometen schon wieder unter 5 mag gefallen war. Ende des Monats lag sie bereits unter 8 mag. Ab Anfang Juni bewegte sich der Komet am Himmel südwärts und konnte bald nur noch von der Südhalbkugel beobachtet werden. Im Juli gab es nur noch wenige visuelle Beobachtungen, um den 12. Juli lag die Helligkeit noch bei 16 mag. Die letzte Beobachtung erfolgte schließlich am 4. Oktober in Neuseeland bei 18,6 mag.

## Wissenschaftliche Auswertung
Die ungewöhnlich große Annäherung an die Erde bot Gelegenheit, den Kometen mit einer hohen räumlichen Auflösung zu studieren. Normalerweise sind der Kern und seine direkte Umgebung zu klein, um von der Erde aus beobachtet werden zu können. In diesem Fall konnte jedoch bei seiner größten Annäherung eine räumliche Auflösung von 10–20 km erreicht werden.
Am La-Silla-Observatorium in Chile wurde der Komet mit drei Instrumenten beobachtet: Spektren wurden mit dem ESO-3,6-m-Teleskop und dem 1,52-m-Teleskop aufgenommen und fotografische Aufnahmen wurden mit dem Danish 1,5-m-Teleskop gemacht.
Mit dem 61-cm-Teleskop am Fred-Lawrence-Whipple-Observatorium in Arizona wurden vom 6.–11. Mai 1983 insgesamt 116 Aufnahmen des Kometen gemacht, die eine fächerartige Koma mit drei Strahlen zeigen. Die drei Strahlen gingen von Gebieten nahe dem Südpol des Kometenkerns aus und rotierten im Uhrzeigersinn. Wahrscheinlich ließ sich dabei auch eine Präzession des Kerns erkennen. Am 9.–10. Mai wurde ein Helligkeitsausbruch beobachtet.
Zwischen dem 7. und 11. Mai 1983 wurden mit dem 50-cm-Schmidt-Teleskop am Dodaira-Observatorium des National Astronomical Observatory of Japan 29 fotografische Aufnahmen des Kometen gemacht, am 12. Mai noch zwei Aufnahmen mit dem 105-cm-Schmidt-Teleskop am Kiso-Observatorium. Die Aufnahmen zeigen die zeitlich stark asymmetrischen Veränderungen der Kometenkoma in diesem Zeitraum. Es wurde daraus geschlossen, dass die Oberfläche des Kometenkerns ziemlich inhomogen ist und mehrere aktive Zonen besitzt, eine Rotationsperiode zwischen 18 und 170 Stunden wurde abgeleitet, ebenso wie eine räumliche Orientierung der Rotationsachse. Auch ein schwacher Ionenschweif konnte am 9. Mai beobachtet werden.
Am 9. Mai 1983 wurden fotografische und spektrografische Aufnahmen im sichtbaren und infraroten Licht mit dem 90-cm-Schmidt-Teleskop und dem 182-cm-Teleskop am Osservatorio Astrofisico di Asiago in Italien gemacht, mit denen zum einen auf eine Rotation des Kometenkerns geschlossen werden konnte, zum anderen im Spektrum neben bekannten Linien erstmals in einem astronomischen Objekt auch die Linien von HCO und H2S+ eindeutig nachgewiesen werden konnten. Weitere Linien stammten vermutlich von H2CO, DCO, S2 und NH4, was aber noch weitere Untersuchungen erforderte. Diese neu entdeckten Verbindungen deuten möglicherweise auf eine ungewöhnliche Herkunft des Kometen hin.

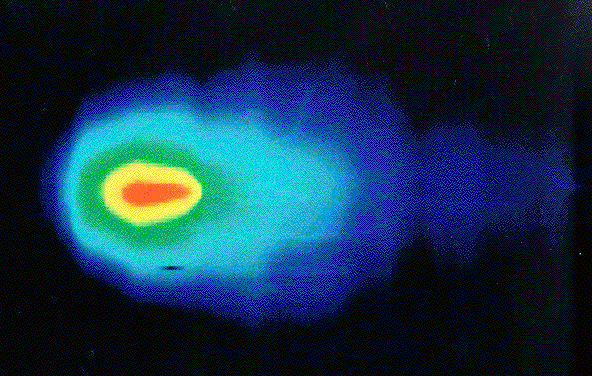
Falschfarbenbild des Kometen, aufgenommen von IRAS

Auch mit dem Satelliten IRAS wurde der Komet um die Zeit seiner größten Erdnähe im Infraroten beobachtet. Sehr auffällig war dabei ein ausgedehnter Staubschweif, über den es keine Berichte aus visuellen Beobachtungen gab. Es wurde eine Staubproduktionsrate von 200 kg/s errechnet, die Staubpartikel waren im Mittel 5–30 µm groß.
Aufnahmen von Spektren im Ultravioletten mit dem International Ultraviolet Explorer (IUE), als der Komet nur 0,032 AE von der Erde entfernt war, zeigten starke Emissionslinien von S2. Dieses Molekül konnte erstmals in einem astronomischen Objekt nachgewiesen werden. Es entstammte direkt dem Kern und eine Produktionsrate konnte ermittelt werden, ebenso wie das Verhältnis der Produktionsraten von S2 und des etwa gleich häufigen CS zu OH. Das Hydroxyl-Radikal ist ein Zerfallsprodukt von Wasser und kann ein Maß für die Verteilung von Wasser in unmittelbarer Umgebung des Kometenkerns liefern, wenn es mit so hoher räumlicher Auflösung wie bei diesem Kometen beobachtet werden kann.
Am 13. Mai 1983 wurden fotografische und spektrografische Aufnahmen des Kometen mit dem Danish 1,5-m-Teleskop und dem ESO-3,6-m-Teleskop an der Europäischen Südsternwarte gemacht und hinsichtlich der Verteilung von Staub und den Gasen C2, CN, C3, NH2 und atomarem Sauerstoff in der Umgebung des Kerns ausgewertet. Die Daten zeigten, dass der Kern von einer etwa 20 km dicken Hülle aus festen Partikeln umgeben ist, die wiederum von einer asymmetrischen Hülle aus festen Partikeln geringerer Größe umgeben ist. Die Verteilung der Gashülle weist darauf hin, dass die unbeleuchtete Seite des Kometen etwa dreimal weniger Gas ausstößt als die beleuchtete.
Mit dem Radioteleskop Effelsberg wurde der Komet zum Zeitpunkt seiner größten Erdnähe beobachtet und dabei die Emissionslinien von NH3 und Wasser entdeckt. Die ermittelte Produktionsrate des Ammoniaks entsprach etwa 6 % der vom Kometen entweichenden Gase. Auch an vielen anderen Radioobservatorien wurden Emissionslinien verschiedener Moleküle, Radikale und Ionen (OH, CO, CS, HCN, HCO+, CN, CH3CN, CH3C2H, NH3, H2O, HC3N und CH3CH2CN) beobachtet und ausgewertet um zukünftige Beobachtungen besser planen zu können.
Mit dem Very Large Array in New Mexico wurde der Komet bei geringem Erdabstand im Radiobereich beobachtet. Die Messergebnisse konnten nicht mit der konventionellen Vorstellung einer Wolke von Eiskörner um den Kometenkern in Übereinstimmung gebracht werden.
Mitte Mai 1983 wurden Radarechos des Kometen mit der 64-m-Antenne des Goldstone Deep Space Communications Complex in Kalifornien empfangen und ausgewertet. Danach sollte der Kometenkern eine sehr raue Oberflächenstruktur besitzen und eine deutlich nicht-sphärische Gestalt mit einem mittleren Radius von 3–4 km. Während der Beobachtung war die Rotationsachse mindestens 45° gegen die Sichtlinie geneigt und die Rotationsperiode lag bei 1–2 Tagen.
Nach dem Vorliegen der zuvor genannten und weiterer Beobachtungsergebnisse unternahm Zdenek Sekanina 1988 den Versuch, auf Grundlage von hochaufgelösten Bildaufnahmen des Kometen während der Woche seiner größten Annäherung an die Erde die Rotationseigenschaften des Kerns, aus Radarechos dessen Abmessungen und Form, sowie aus Beobachtungen im Ultravioletten den Bruchteil der Oberfläche zu bestimmen, der mit Ausgasungen aktiv war, und überprüfte anschließend das erstellte Modell mit weiteren Daten aus Beobachtungen im optischen, im infraroten und im Radiobereich. Er kam dabei im Wesentlichen zu folgenden Ergebnissen:
- Auf fotografischen Aufnahmen des Kometen waren mehrere fächerförmige Strahlen in jeweils veränderter Anordnung zu erkennen. Sekanina konnte zeigen, dass es sich um ausströmendes Gas und Staub aus mindestens drei diskreten Ausbruchsschloten handelte.
- Aus der zeitlichen Veränderung der Strahlen ermittelte er die wahrscheinliche Rotationsperiode und die Drehrichtung des Kometenkerns sowie die räumliche Orientierung der Rotationsachse und die kometografische Lage der drei Ausbruchsschlote.
- Die Rotationsperiode des Kometenkerns betrug synodisch 2,175 ± 0,014 Tage, bzw. siderisch 51,3 ± 0,3 Stunden.
- Die Gestalt des Kerns entsprach grob einem dreiachsigen Ellipsoid mit Abmessungen von 16 km × 7,1 km × 7 km, das um seine kürzeste Achse rotiert. Das entspricht einem größten Umfang von etwa 38 km, einer Oberfläche von 298 km², einem Volumen von 416 km³ und einer geschätzten Masse von etwa 83 Mrd. t. Die Abmessungen sind sehr ähnlich denen des Halleyschen Kometen.
- Die ausgasenden Flächen entsprachen 0,7–3,4 km², das entspricht nur 0,2–1 % der gesamten Oberfläche. Beim Halleyschen Kometen lag dieser Wert bei etwa 10 %.
- Die Oberfläche des Kometen bestand aus einem dunklen und inerten Material, die Oberflächentemperatur lag bei 310 K, während die Temperatur unter der Oberfläche wesentlich tiefer lag.
- Das derart abgeleitete Modell war auch konform mit den sonstigen Beobachtungen.[17]

In einer Untersuchung von 2010 konnten diese Ergebnisse teilweise bestätigt werden, zusätzlich konnten neuere Ergebnisse aus der visuellen Photometrie, der gemessenen Produktionsrate von Wasser und den zeitlichen Veränderungen der Kometenaktivität abgeleitet werden. So wurde ein sphärischer Kern mit einem Mosaik an zahlreichen aktiven und inaktiven Bereichen und mit einem Radius von 3,4 ± 0,5 km, einer Albedo von 0,04 ± 0,01 und einem aktiven Bruchteil der Oberfläche von 2,9 ± 1,9 % abgeleitet. Eine längliche Form des Kerns wurde als möglich angesehen, jedoch in Frage gestellt.

## Umlaufbahn
Für den Kometen konnte aus 348 Beobachtungsdaten (darunter eine Radarmessung) über einen Zeitraum von 160 Tagen eine elliptische Umlaufbahn bestimmt werden, die um rund 73° gegen die Ekliptik geneigt ist. Die Bahn des Kometen steht damit steil angestellt zu den Umlaufbahnen der Planeten. Im sonnennächsten Punkt (Perihel), den der Komet am 21. Mai 1983 durchlaufen hat, war er noch etwa 148,3 Mio. km von der Sonne entfernt und befand sich damit knapp innerhalb des Bereichs der Umlaufbahn der Erde, der er sich bereits am 11. Mai ungewöhnlich dicht bis auf 4,66 Mio. km (0,031 AE) genähert hatte. Das entspricht etwa der 12-fachen mittleren Entfernung zum Mond. Am 14. Mai passierte der Komet den Merkur in etwa 81,6 Mio. km Abstand und am 2. Juni erreichte er mit etwa 115,6 Mio. km den geringsten Abstand zur Venus. Dem Mars kam der Komet nicht nennenswert nahe.
In der Nähe des absteigenden Knotens seiner Umlaufbahn bewegte sich der Komet am 12. Mai 1983 in unmittelbarer Nähe zur Erdbahn, und zwar in nur etwa 872.000 km (0,0058 AE) Abstand dazu, entsprechend etwa der 2,3-fachen mittleren Entfernung zum Mond. Die Erde hatte diese Stelle ihrer Bahn allerdings bereits zwei Tage zuvor passiert, so dass der Komet der Erde nicht näher kam als wie zuvor genannt. Nach dem Kometen D/1770 L1 (Lexell), der am 1. Juli 1770 der Erde bis auf 0,015 AE nahegekommen war, und dem Kometen 55P/Tempel-Tuttle, der sich der Erde am 26. Oktober 1366 bis auf 0,023 AE näherte, war dies damals die drittnächste bekannte Annäherung eines Kometen, der nach 1700 entdeckt wurde.
Nach den Bahnelementen, wie sie in der JPL Small-Body Database angegeben sind und die keine nicht-gravitativen Kräfte auf den Kometen berücksichtigen, hatte seine Bahn lange vor seiner Passage des inneren Sonnensystems im Jahr 1983 noch eine Exzentrizität von etwa 0,98916 und eine Große Halbachse von etwa 91,2 AE, so dass seine Umlaufzeit bei etwa 871 Jahren lag. Somit könnte der vorangegangene Periheldurchgang um das Jahr 1112 (Unsicherheit ±2,5 a) erfolgt sein.
Durch die Anziehungskraft der Planeten, insbesondere durch Annäherungen an Saturn am 22. April 1983 bis auf etwa 8 ¾ AE und an Jupiter am 10. Mai 1983 bis auf knapp 4 ½ AE Abstand, wurde seine Bahnexzentrizität nur geringfügig auf etwa 0,98925 und seine Große Halbachse auf etwa 92,1 AE vergrößert, so dass sich seine Umlaufzeit auf etwa 883 Jahre erhöht. Wenn der Himmelskörper um das Jahr 2426 den sonnenfernsten Punkt (Aphel) seiner Bahn erreicht, wird er etwa 27,4 Mrd. km von der Sonne entfernt sein, über 183-mal so weit wie die Erde und 6-mal so weit wie Neptun. Seine Bahngeschwindigkeit im Aphel beträgt dann nur etwa 0,23 km/s. Der nächste Periheldurchgang des Kometen wird möglicherweise um das Jahr 2866 (Unsicherheit ±2,5 a) stattfinden.

## Meteorstrom
Bereits kurz nach der Entdeckung des Kometen wies J. D. Drummond vom Steward Observatory in Arizona darauf hin, dass der Komet um den 10. Mai 1983 einen Meteorstrom verursachen könnte. Mehrere Beobachtungsstellen konnten keine besondere Aktivität feststellen, aber Drummond will Meteorschauer mit einer zenitalen stündlichen Rate von 2–5 am 9., 10. und 11. Mai beobachtet haben.
A. K. Terentjeva untersuchte 1968 über 3700 Aufnahmen von Meteoren aus den Jahren 1936–1967. Sie fand 5 Meteore, die möglicherweise im Zusammenhang mit dem Kometen IRAS-Araki-Alcock stehen. In einer weiteren Untersuchung von 1991 konnte K. Ohtsuka vom Tokyo Meteor Network in über 5800 Aufnahmen aus den Jahren 1953–1964 fünf Meteore des Eta-Lyriden-Stroms identifizieren (zwei davon waren auch von Terentjeva gefunden worden). Es waren möglicherweise kleine Bruchstücke von wenigen Zentimetern Größe, die sich bei seinem letzten Periheldurchgang von dem Kometen gelöst hatten und ihm vorauseilten. Auch eine Radiobeobachtung vom 9. Mai 1983 bringt Ohtsuka mit dem Kometen in Verbindung. Da Infrarot- und Radar-Beobachtungen zeigten, dass der Komet relativ staubarm war, könnte dies die wenigen Beobachtungen von Meteoren erklären. Bis Mai 2018 konnten weltweit 543 Meteore beobachtet werden, die als Kandidaten für die Zugehörigkeit zum Eta-Lyriden-Strom gelten können.